# Gilead (škola)
Gilead je misionářská škola pro přípravu zvěstovatelů a pracovníků Svědků Jehovových.

## Historie a současnost
Školu založil prezident Nathan H. Knorr v South Lansing ve státě New York. První ročník absolvoval 1. února 1943. Podle vlastních zdrojů absolvovalo do roku 2013 více než 8 000 mužů a žen. Studium trvá pět měsíců a mohou se účastnit pouze manželské páry, od roku 2011 je podmínkou, aby perfektně ovládaly anglický jazyk.